# Tatra 810
Tatra 810 або Tatra Tactic — середньотонажний вантажний автомобіль підвищеної прохідності з колісною формулою 6х6 чеської компанії Tatra. Спочатку автомобіль створювався для потреб армії, пізніше став застосовуватися в інших сферах. Цей автомобіль є єдиним представником з усіх випущених вантажівок Tatra, в основі якого класична концепція шасі з не розрізними осями портального типу та лонжеронною рамою. Автомобіль Tatra 810 був розроблений і сконструйований в середині 2000-х років за замовленням збройних сил Чеської республіки, для того щоб замінити вже застарілі вантажівки Praga V3S.

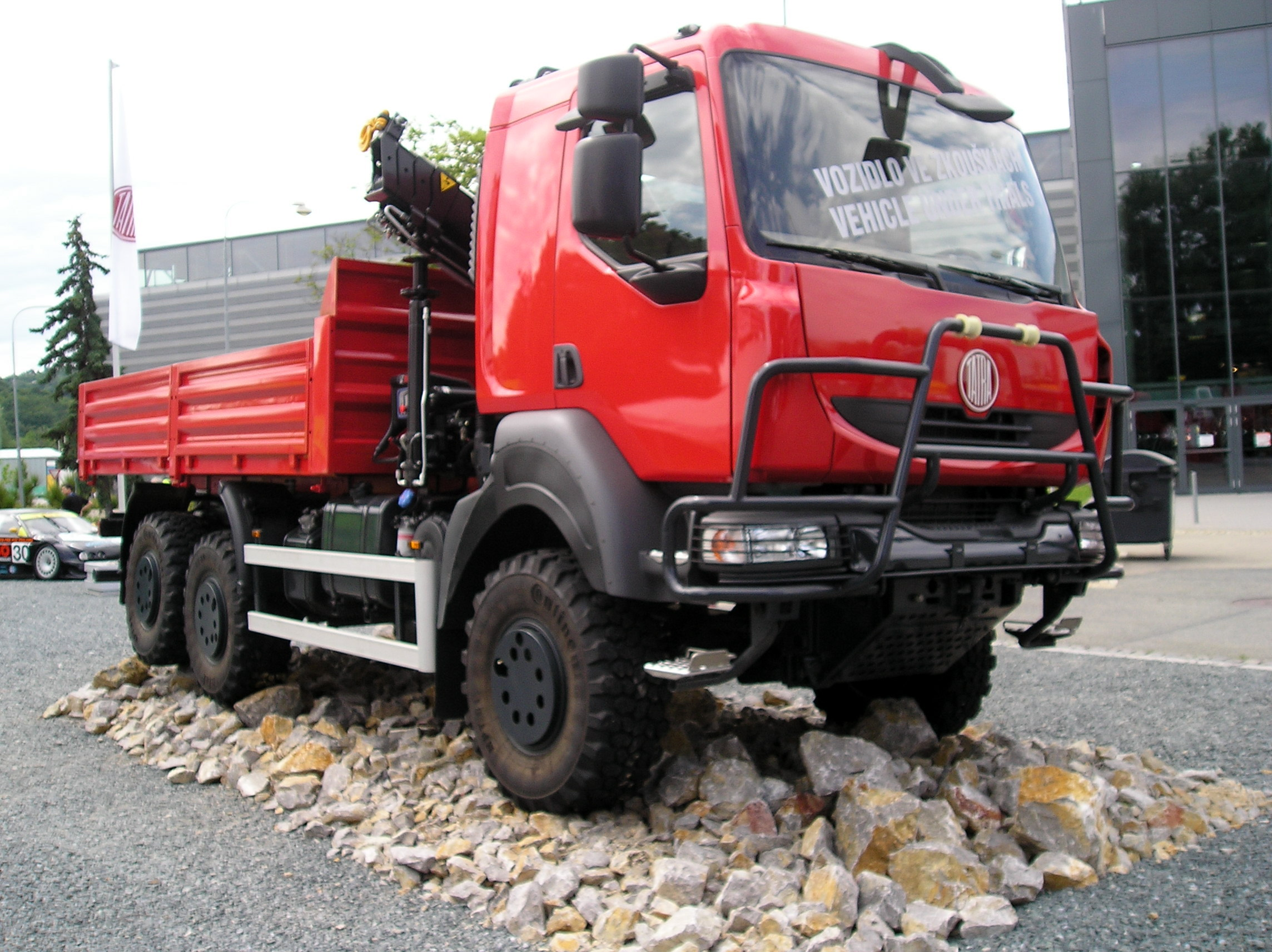
Tatra T810C

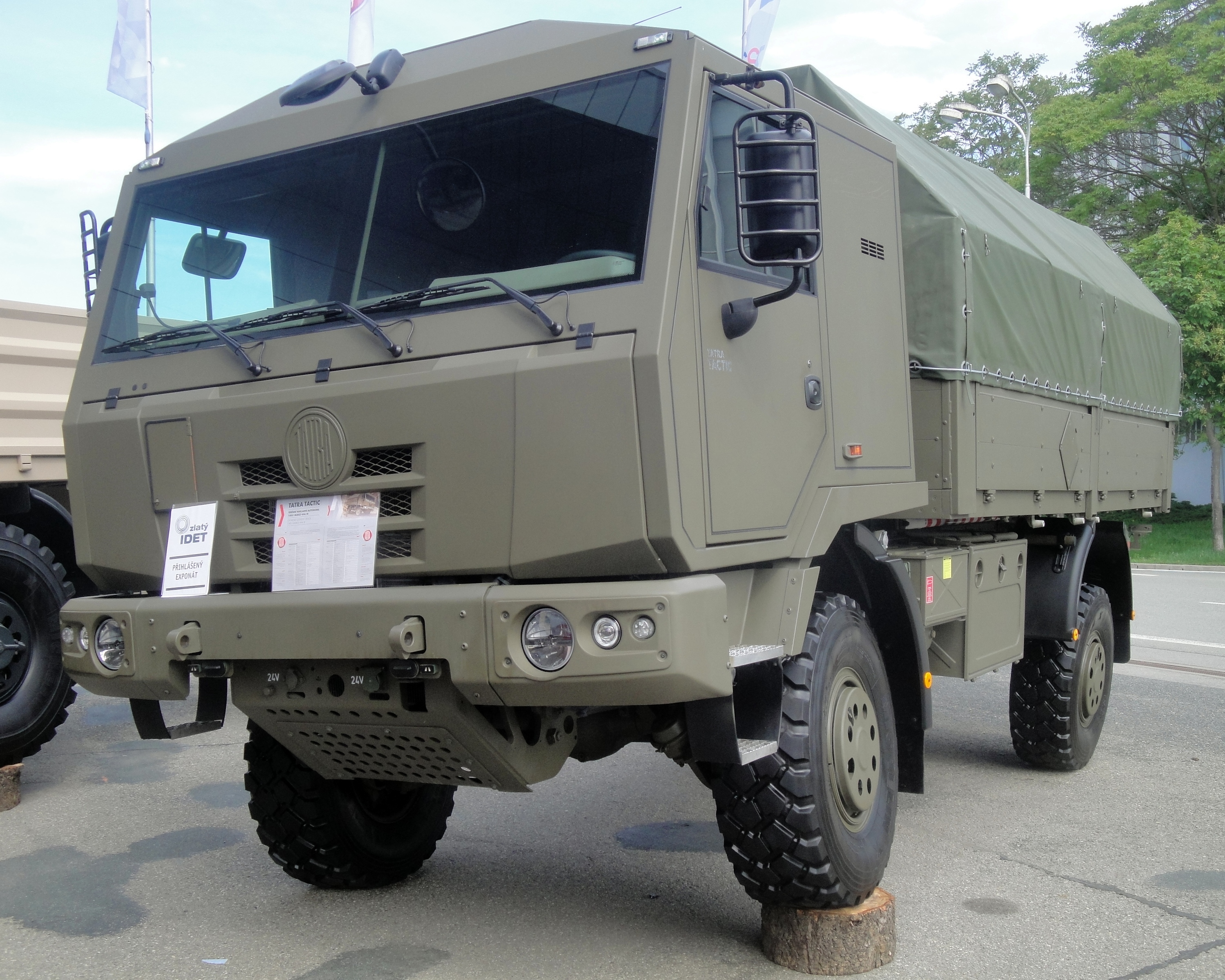
Tatra Tactic T810

Сама розробка вантажівки почалася ще в середині 1990-х років, коли в цілях заміни застарілих автомобілів було зроблене велике замовлення вантажівок нового покоління, тендер на здійснення якого виграла чеська компанія «Roudnicke Slevamy Strojimy» (ROSS). Ця фірма спроектувала вантажівку R210, багато компонентів якої були взяті від вантажівок Renault. З 1996 року компанія поставила 15 автомобілів з метою тестування, після яких повинен був початися серійний випуск автомобілів, проте контракт був скасований і компанія ROSS в підсумку збанкрутувала.
З 2002 року компанія Tatra купила всі права та технічні документації спільно з кількома дрібними підприємствами шляхом часткової модернізації почала випускати перші автомобілі. У 2005 році Чеський уряд підписало контракт на поставку до 2008 року 4000 вантажівок Tatra 810. Двигун на вантажівці встановили чотиритактний 6-ти циліндровий турбодизель водяного охолодження марки «Renault Dxi7 240 ЕС901», з проміжним охолодженням (інтеркулером) наддувного повітря з безпосереднім уприскуванням палива. Максимальна потужність двигуна — 237 к.с. (177 кВт) при 2300 об/хв.